# فرد ديلي
فرد ديلي (بالإنجليزية: Fred Dailey)‏ هو سياسي أمريكي، ولد في 1946. حزبياً، نشط في الحزب الجمهوري.